# Louis Bodez
Louis Bodez (* 24. April 1938 in Saint-Brieuc; † 12. September 1995 in Rennes) war ein französischer Fußballspieler.

## Karriere
Der 177 Zentimeter große Abwehrspieler Bodez, der für sein körperbetontes Spiel bekannt war, begann das Fußballspielen in seiner Heimatstadt beim Stade Saint-Brieuc. 1960 wechselte er zum Stade Rennes UC, bei der er in erster Linie für die Amateurmannschaft vorgesehen war. Am 21. August 1960 ermöglichte ihm Trainer Henri Guérin jedoch sein Debüt in der Profimannschaft der ersten Liga, als der damals 22-jährige Bodez bei einem 3:2-Sieg gegen den FC Toulouse auf dem Platz stand.
Im Anschluss an sein Profidebüt verbuchte Bodez noch gelegentliche Einsätze in der obersten Spielklasse. Dies änderte sich in der Spielzeit 1962/63, ab der er ausschließlich das Trikot der Amateure trug. Insgesamt war er bis dahin auf elf Erstligapartien mit einem Tor gekommen. 1964 kehrte er zurück zum Stade Saint-Brieuc und verbrachte bei diesem seine restliche Zeit im Fußball. Er starb 1995 im Alter von 57 Jahren.